# Frostavallen

Frostavallen är en by i Höörs socken i Höörs kommun. I den ligger en friluftsanläggning med samma namn.

## Friluftsanläggningen

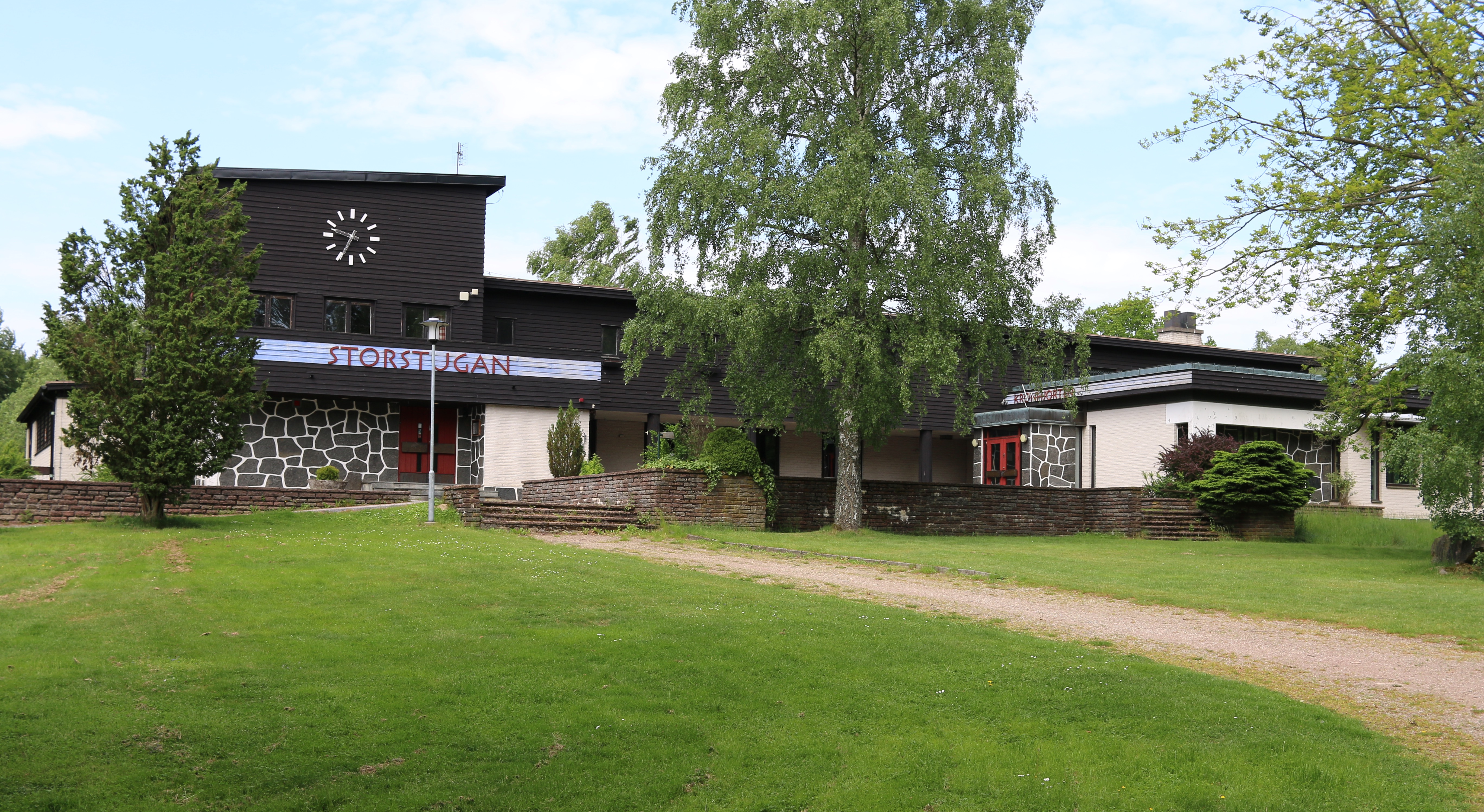
Storstugan, Frostavallen.

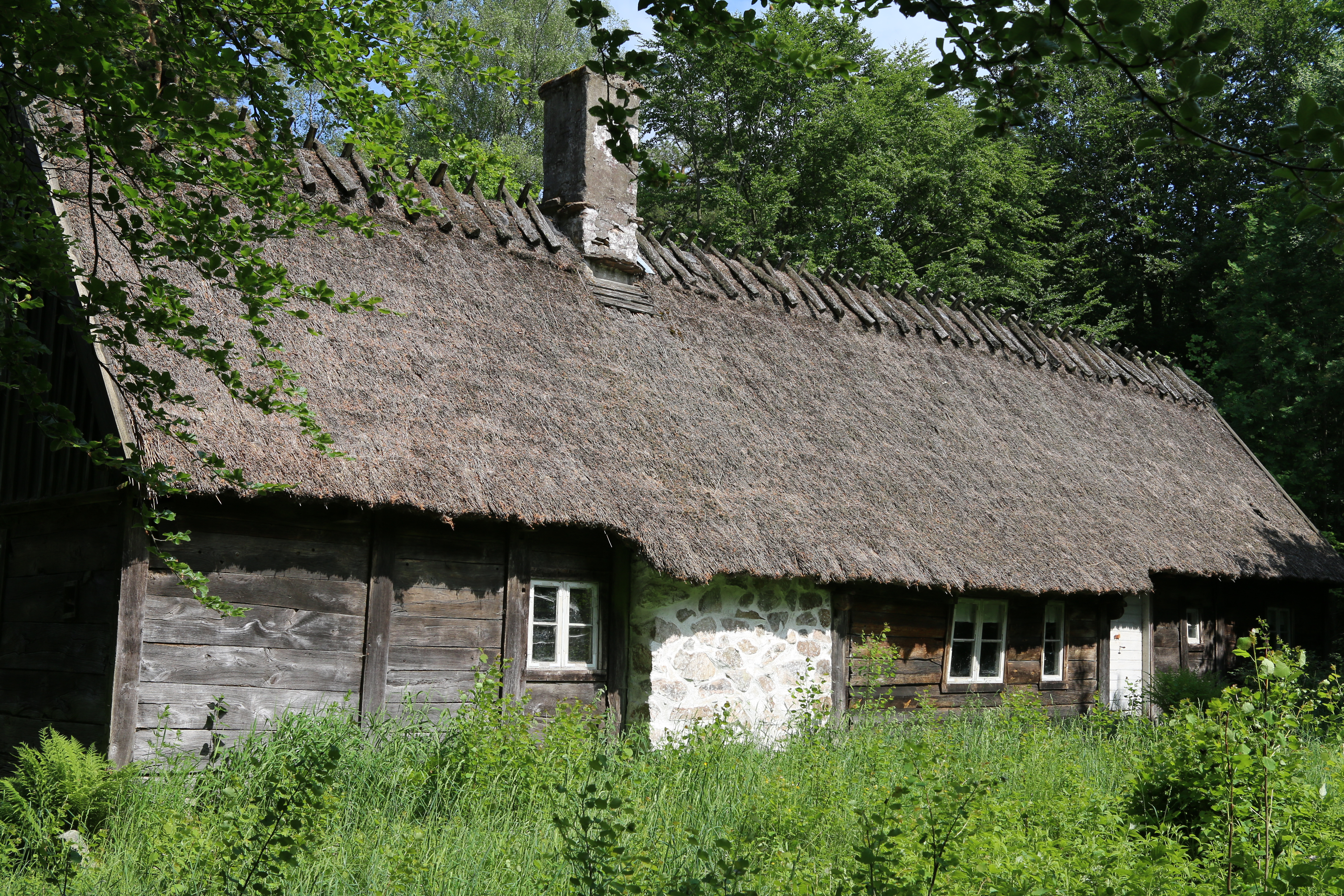
Hagstadstugan.

Friluftsanläggningen Frostavallen tillkom åren 1931-1934 och ägdes då av Föreningen för Skidlöpningens och friluftslivets främjande i Sverige.
Några skånska skidåkare från Malmö upptäckte att det norr om Höör var möjligt att åka skidor en stor del av vintern. En hoppbacke anlades och invigdes 13 mars 1931. Året därpå köpte Skidfrämjandet 23 tunnland mark samt ett ödetorp, vilket byggdes om till värmestuga. En skidbacke ner mot Vaxsjön byggdes. Storstugan byggdes och en kälkbacke samt vandringsleder anlades. 1934 anlade SJ en hållplats i grannbyn Sjunnerup. Invigningen av själva anläggningen ägde rum den 2 december 1934 med tal av skidfrämjandets ordförande, senare arméchefen Ivar Holmquist, prolog av Nils Ludvig Olsson och invigningstal av landshövding Fredrik Ramel. Extratåg från Malmö sattes in invigningsdagen.
Storstugan byggdes till och en hotell- och konferensanläggning uppfördes. Bland annat var midsommarting och nyårsfirande årliga evenemang. Anläggningen drevs av en stiftelse med ekonomiskt bistånd från Höörs kommun, Malmö kommun samt Skånes dåvarande båda landsting, Malmöhus samt Kristianstad.
Vid anläggningen finns en amfiteater.
På området ligger Hagstadstugan, en ditflyttad ryggåsstuga (byggd i skiftesteknik) med anor från 1700-talet. Frosta härads hembygdsförening ordnade så att stugan flyttades samt skänkte den till Friluftsfrämjandet. Den invigdes 1942 av professor Andreas Lindblom.
1989 såldes anläggningen till ett privat företag. Därefter fungerade anläggningen under några år som flyktingförläggning. Idag är Frostavallen återigen en frilufts- och konferensanläggning som är öppen för allmänheten. Frostavallen gränsar till Skånes Djurpark. Strax intill ligger även naturreservatet Frostavallen-Ullstorp.

## Frostavallens strövområde

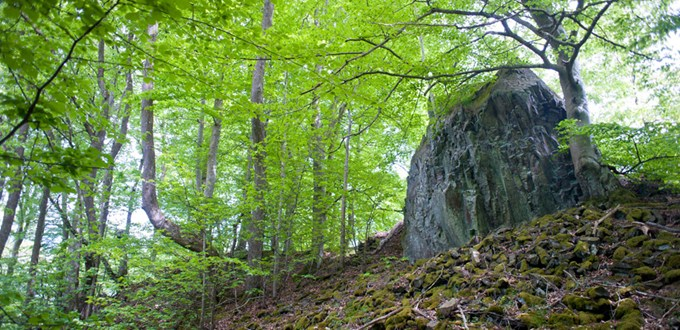
Frostavallens strövområde

Det finns fem vandringsslingor i området, från knappt 3 kilometer till 9,9 kilometer långa. Vaxsjöslingan med stenkross är anpassad för hjulburna. Pilgrimsleden och Skåneleden passerar genom området. 
Det finns fyra vindskydd med eldstad och ved. Vandrarhem finns i Vaxsjön. 

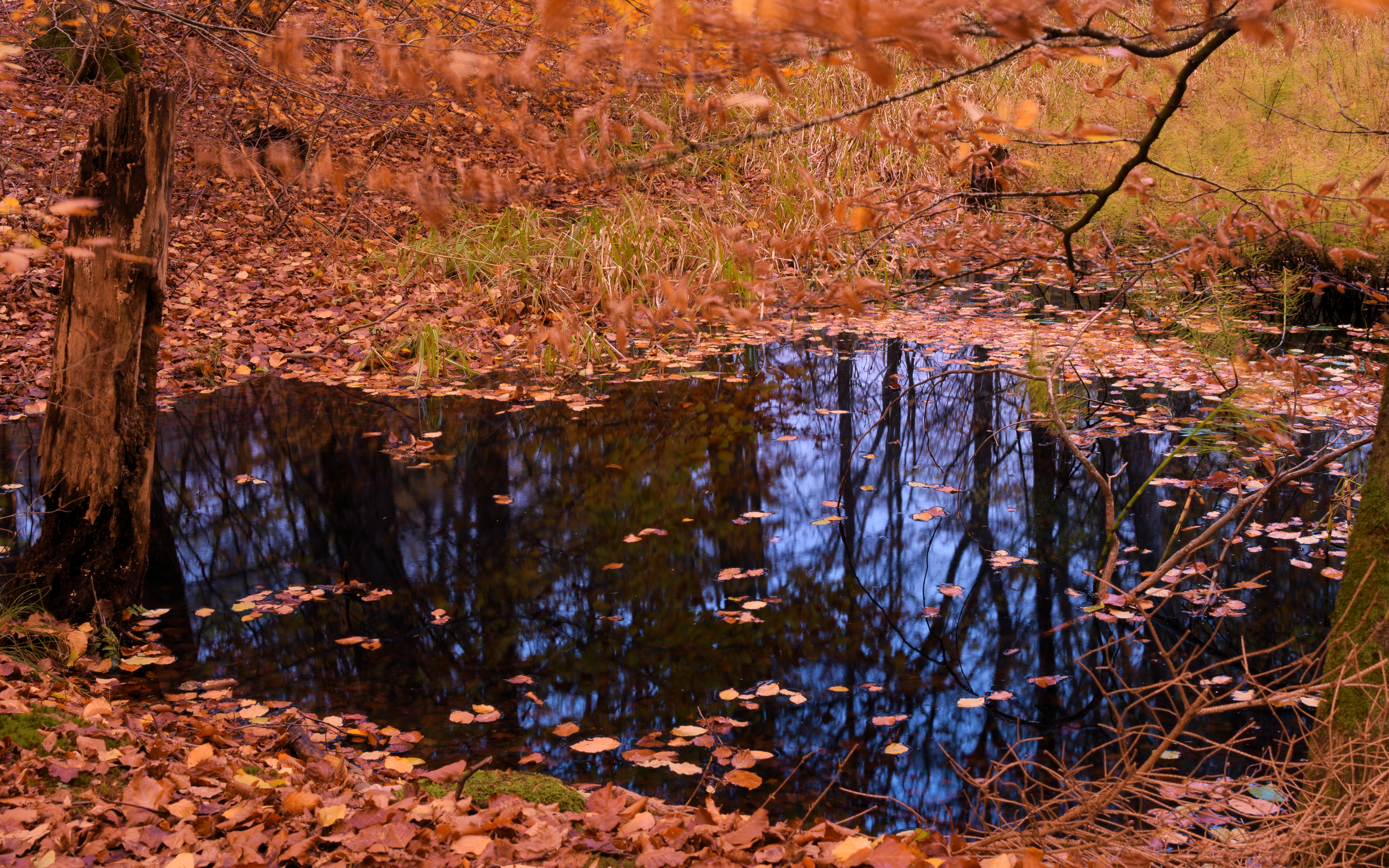
Frostavallens strövområde